# Антифібринолітики
Антифібринолітики (інгібітори фібринолізу, антифібринолітичні засоби) — це клас ліків, які є інгібіторами фібринолізу, що посилює процес зупинки кровотечі.

## Класифікація
Фармакологічний Код АТС:
- Засоби, що впливають на систему крові та гемопоез — B
  - Антигеморагічні засоби — B02
    - B02A ІНГІБІТОРИ ФІБРИНОЛІЗУ[2]
      - B02A A Амінокислоти
        - B02A A01 Амінокапронова кислота
        - B02A A02 Транексамова кислота
        - B02A A03 Амінометилбензойна кислота

      - B02A B Інгібітори протеїназ
        - B02A B01 Апротинін
        - B02A B02 Альфа-1-антитрипсин
        - B02A B04 Кемостат
        - B02A B05 Улінастатин[3]

## Механізм дії
Приклади включають амінокапронову кислоту (ε-амінокапронову кислоту) та транексамову кислоту. Цей лізин-подібний препарат перешкоджає утворенню фібринолітичного ферменту плазміну з його попередника плазміногену з допомогою активаторів плазміногену (в першій черзі t-PA і u-PA), що відбувається переважно в багатих лізином зонах на поверхні фібрину. Ці препарати блокують місця зв'язування ферментів або плазміногену відповідно і, таким чином, зупиняють утворення плазміну.

## Перелік
- Амінокислоти: Азептил, (АКК, Амінокапронова кислота, Амінокапронова кислота-Дарниця)[4], Атраксан, Ацемік, Виданол, Гемаксам, Гемоактив, Гемоактив-МБ, Гемотран, Євронекс, Листеда, Максітран, Неотранекс, Сангера, Тафіксил, Трамікс, Транексам, Транексамова кислота, Транестат, Транстоп, Тренакса, Тренакса 250, Тренакса 500, Тугіна, Тугіна-500, Циклокапрон-Здоров'я

- Інгібітори протеїназ: Апрокал, Габесат, Гордокс, Контривен, Контрикал 10000, Контритін, Трасілол, Ю-тріп[5]

## Застосування
Вони використовуються при менорагії та схильності до кровотеч через різні причини. Їх застосування може бути корисним для пацієнтів з гіперфібринолізом, оскільки вони швидко зупиняють кровотечу, якщо інші компоненти гемостатичної системи не зазнають сильних наслідків. Це може допомогти уникнути вживання препаратів крові, таких як свіжозаморожена плазма(fresh frozen plasma) (FFP), та пов'язаних з цим ризиків інфекцій або анафілактичних реакцій.
У 2010 р. випробування CRASH-2 показало, що антифібринолітичний препарат транексамова кислота безпечно знижує смертність у хворих з травмою кровотечі.
Антифібринолітичний препарат апротинін заборонений до використання після виявлення основних побічних ефектів, особливо на нирки.[джерело?]
Показання до застосування антифібринолітичних препаратів виробляються різними методами. Найшвидшою та придатною є тромбоеластометрія (англ. ТЕМ) у цільній крові, яка навіть можлива у пацієнтів, які перебувають на гепарині. За допомогою різних аналізів посилений фібриноліз стає помітним у сигнатурі кривої (тромбоеластограмі, англ. TEMogram) та з розрахункових значень, наприклад, максимального параметра лізису. Спеціальний тест для виявлення підвищеного фібринолізу (APTEM) порівнює ТЕМ за відсутності або присутності інгібітора фібринолізу апротиніну. У важких випадках активованого фібринолізу цей аналіз підтверджує синдром вже менш ніж за 15 хв на ранніх фазах утворення згустків